# Horna

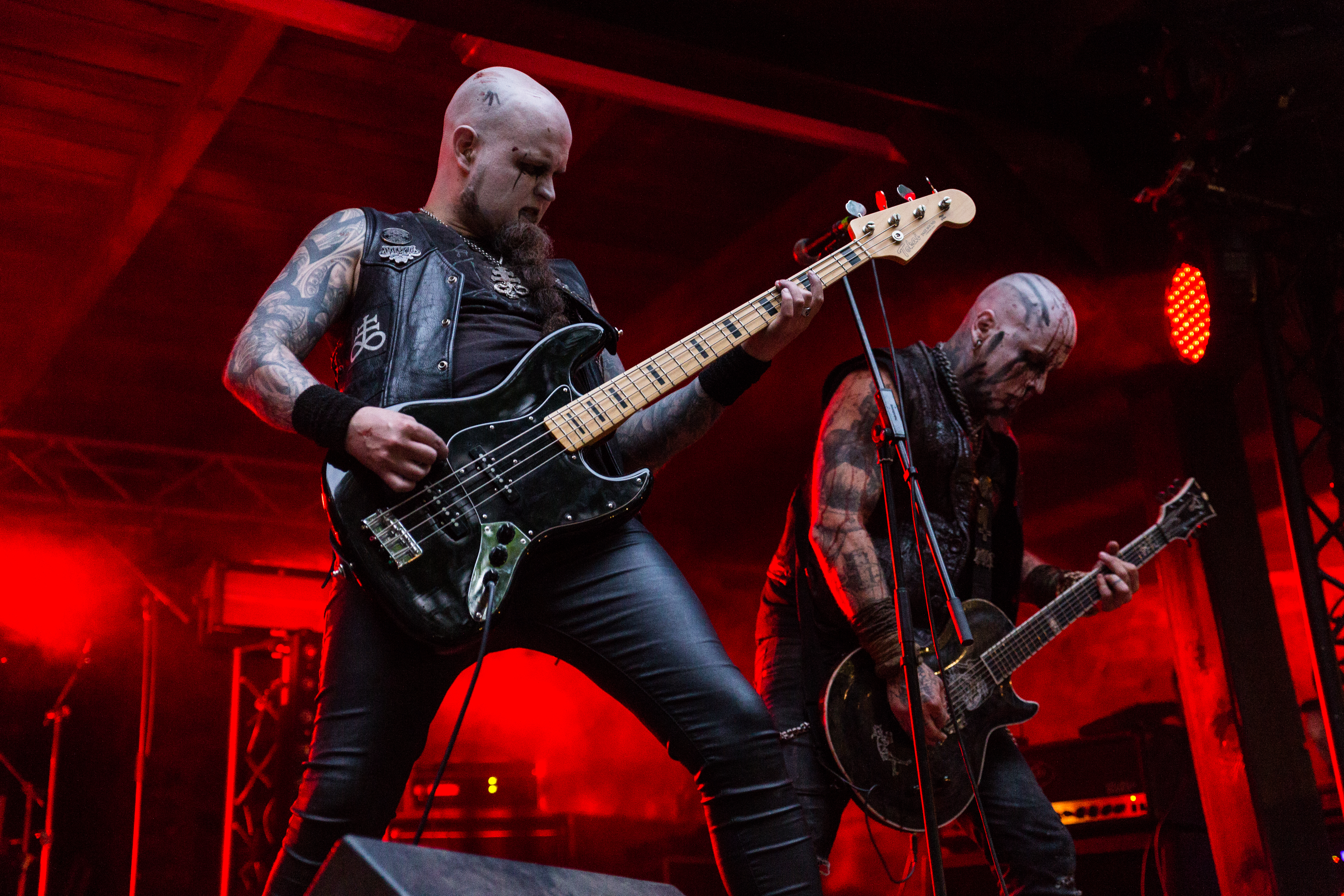
Horna на Dark Troll Festival 2018

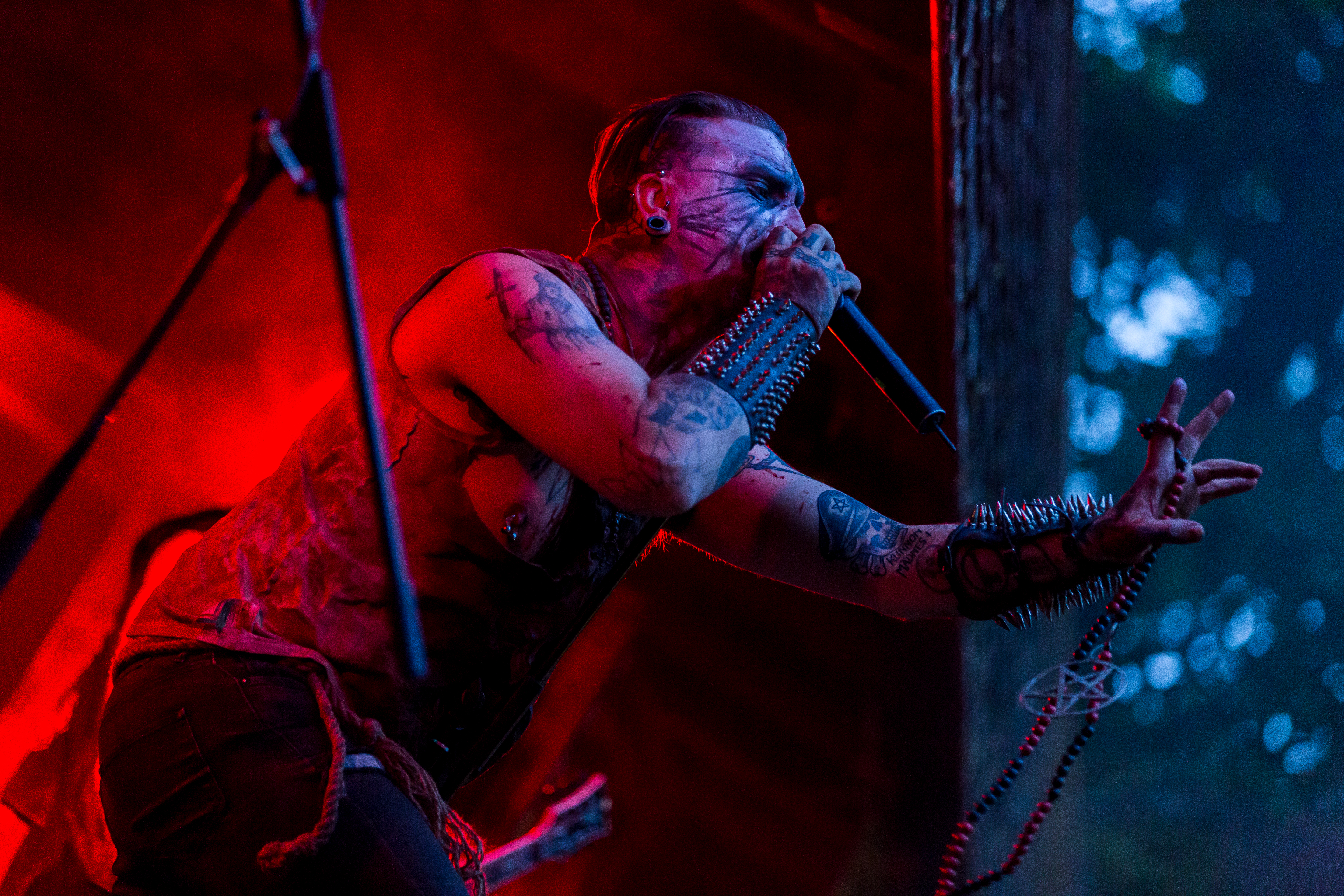
Spellgoth на Dark Troll Festival 2018

Horna (с фин. — «бездна», ранее Shadowed) — блэк-метал-группа из Финляндии, образованная в 1993 году. В период с даты образования и до прихода барабанщика Gorthaur группа именовалась Shadowed.

## История
Группа Shadowed была образована в августе 1993 году вокалистом/гитаристом Shatraug и гитаристом Moredhel. После прихода барабанщика в 1994 году группа сменила название на Horna. В сентябре 1995 года выходит дебютный демо-альбом группы, получивший название Varjoissa. В 1996 году место вокалиста занимает Nazgul von Armageddon, также известный как Satanic Warmaster. С ним Horna в 1997 году выпускает дебютный полноформатный альбом Hiidentorni, после чего подписывает контракт с лейблом Solistitium Records. Группа продолжала выпускать альбомы под этим лейблом до июня 1998 года, когда Moredhel и басист Skratt покинули группу. Вскоре после этого к группе присоединился басист Thanatos, и в августе того же года Moredhel вернулся обратно. В 1999 году группа подписала контракт с норвежским лейблом Oskorei Productions на выпуск третьего альбома группы Haudankylmyyden Mailla на виниле, и группа выпускала ограниченную серию EP и сплитов только на виниле на протяжении большей части начала 2000-х годов, а полноформатные студийные альбомы вышли во второй половине десятилетия. В 2001 году группу покинул вокалист Nazgul von Armageddon, его заменил Corvus. Несмотря на многочисленные изменения в составе, Horna всегда оставалась под руководством единственного оставшегося члена оригинального состава группы — Shatraug. С течением времени, тексты Horna менялись от резкой антихристианской ненависти и язычества к оккультизму, тайнам тёмной стороны человечества и сатанизму. В июле 2003 года было объявлено, что гитарист Aarni T. Otava покинул группу. Horna сослались на потерю «преданности» в качестве причины его ухода и сообщили, что выступление Horna на Tuska Open Air Metal Festival в 2003 году станет последним, когда Otava будет исполнять обязанности гитариста. В 2008 году Horna отправилась в тур по Америке. Они сыграли свое первое шоу в Америке на Хэллоуин 2008 года в «Черном замке», любезно предоставленном андеграундным промоутером Chris «Hate War» Wood. Группу критиковали за связи с NSBM.

## Состав

### Нынешний состав
- Spellgoth (Tuomas «SG.7» Rytkönen) — вокал (2009-н.в.)
- Shatraug (Ville Pystynen) — гитара, вокал (1993-н.в.)
- Infection (Mynni Luukkainen) — гитара (2003-н.в.)
- Qraken — бас (2008-н.в.)
- Vainaja — ударные (2005-н.в.)

### Бывшие участники
- Corvus — вокал (2002—2009)
- Nazgul von Armageddon — вокал (1996—2001)
- Moredhel (Jyri Vahvanen) — гитара (1993-98), бас (1999—2000)
- Skratt — бас (1997—1998), клавишные на Haudankylmyyden Mailla
- Thanatos — бас (1998), гитара (1999—2000)
- Vrasjarn (Anssi Мäkinen) — бас (2000—2001)
- Aarni T. Otava — гитара (2000—2003)
- Saturnus — гитара (2003—2007)
- Gorthaur — ударные (1994—2003, 2005) (Battlelore, Khert-Neter)
- Ravenum — сессионные ударные (2004)
- Lord Sargofagian (Ossi Мäkinen) — сессионные ударные (2004)

## Дискография

### Полноформатные альбомы
- Kohti yhdeksän nousua (1998)
- Haudankylmyyden mailla (1999)
- Sudentaival (2001)
- Envaatnags eflos solf esgantaavne (2005)
- Ääniä yössä (2006)
- Sotahuuto (2007)
- Sanojesi äärelle (2008)
- Askel Lähempänä Saatanaa (2013)
- Hengen Tulet (2015)
- Kuoleman kirjo (2020)
- Nyx (Hymnejä yölle) (2024)

### Мини-альбомы
- Perimä vihassa ja verikostossa (1999)
- Sota[вд] (1999)
- Korpin hetki (2002)
- Risti ja ruoska (2002)
- Viha ja viikate (2003)
- Talismaani (2004)
- Vuohipaimen (2004)
- Pimeyden hehku (2007)
- Herran edessä (2009)
- Adventus satanae (2011)

### Сплиты
- Whispered Myths (с Fog, 1999)
- Horna / Musta Surma (2000)
- Musta Surma / Horna (2002)
- Horna / Desolation Triumphalis (2003)
- Horna / Ouroboros (2003)
- Horna / Woods of Infinity (2004)
- Horna / Behexen (2004)
- Vihan Vuodet (с Musta Surma, 2005)
- Goatfucking Gent / Vivicomburium (с Kerberos, 2005)
- Unohdetut kasvot, unohdettu ääni / Un sogno oscuro (с Tenebrae in Perpetuum, 2005)
- Horna / Blackdeath (2005)
- Ilman arvoa ja arkkua / Kinaidos (с Legion of Doom, 2006)
- Horna / Sacrificia Mortuorum (2006)
- Horna / Peste Noire (2007)
- Horna / Nefarious (2009)
- Horna / Den Saakaldte (2014)
- Horna / Demonic Christ (2014)
- Atavistic Resurgence (с Acherontas, 2015)
- Horna / Pure (2018)
- Obscure Anachronism / Horna (2024)

### Сборники
- Hiidentorni / Perimä vihassa ja verikostossa (2000)
- Ordo Regnum Sathanas (2004)
- Kun synkkä ikuisuus avautuu (2006)
- Musta kaipuu (2009)

### Демо
- Varjoissa (1995)
- Hiidentorni (1997)
- Kun synkkä ikuisuus avautuu (2006)

### Концертные альбомы
- Black Metal Warfare (2004)
- Vihan tiellä (2009)
- Live Armageddon 1999—2000 (2016)